# Cristián Contreras Molina

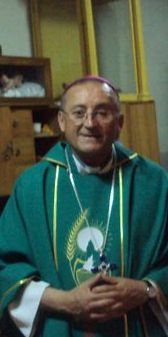
Cristián Contreras Molina, 2011

Cristián Contreras Molina OdeM (* 8. November 1946 in Santiago de Chile) ist ein chilenischer Ordensgeistlicher und emeritierter römisch-katholischer Bischof von San Felipe.

## Leben
Cristián Contreras Molina trat am 14. März 1965 der Ordensgemeinschaft der Mercedarier bei, legte am 15. März des folgenden Jahres die zeitliche und am 21. September 1973 die ewige Profess ab. Am 12. Oktober 1974 spendete ihm der Apostolische Nuntius in Chile, Erzbischof Sotero Sanz Villalba, die Priesterweihe.
Papst Johannes Paul II. ernannte ihn am 11. Juni 1992 zum Prälaten von Calama. Der Erzbischof von Santiago de Chile, Carlos Oviedo Cavada OdeM, spendete ihm am 5. Juli desselben Jahres die Bischofsweihe; Mitkonsekratoren waren Carlos González Cruchaga, Bischof von Talca, und Juan Bautista Herrada Armijo OdeM, Weihbischof in Antofagasta.
Am 19. Juli 2002 wurde er zum Bischof von San Felipe ernannt.
Papst Franziskus nahm am 21. September 2018 seinen vorzeitigen Rücktritt an.
Cristián Contreras Molina gehört zu den sieben chilenischen Bischöfen, gegen die wegen unterschiedlicher Verwicklungen in die Missbrauchsaffäre in der römisch-katholischen Kirche in Chile staatsanwaltliche Ermittlungen geführt werden.